# Vidin
Vidin (bolgarsko Видин) je glavno mesto istoimenske oblasti v severozahodni Bolgariji, ki leži na desnem bregu reke Donave ob meji z Romunijo, nasproti romunskega mesta Calafat. Leta 2011 je mesto imelo 48.071 prebivalcev.